# Щуряча спритність
Щуряча спритність (щураче аджіліті) — вид спорту для домашніх щурів із використанням зменшених версій перешкод, які використовуються для змагань з аджиліті для собак. Цей вид спорту виник у Швеції, і його походження можна простежити до бігу за столом у 1980-х роках, коли власник з одного боку столу мав змусити щура з іншого боку пересуватися столом за найкоротший час. Щуряча спритність стала офіційним змаганням у 2000 році.

## Заняття
Щурячу спритність проводяться у двох класах. Клас А — для початківців (або щур, або провідник, або обидва) і складається з двох частин: смуги перешкод і виклику. Клас В — для більш досвідчених пар. Він складається зі складнішої смуги перешкод, а замість виклику пацюк повинен виконати трюк.

## Стрибковий курс
Однією з типових перешкод, які ви можете зустріти на трасі, є паркан для стрибків — вертикальний бар'єр, через який переповзає щур (незважаючи на назву, він рідко через нього перестрибує). А-образний паркан або рампа — це проста перешкода, що піднімається і опускається. Паркан-слалом, або жердини для плетіння, складається з ряду вертикальних палиць, по яких пацюк повинен пересуватися. Паркан-балансир — це вузька смужка або підвісна доріжка. Щури не люблять, коли земля рухається, тому вони повинні довіряти провіднику, щоб її пройти. Інша перешкода — тунель, проблема полягає в тому, щоб не дати щуру перепочити посеред тунелю. Гойдалка також грає на довірі до провідника. Щур повинен наважитися пройти через неї. Також важливо, щоб пацюк не розвернувся і не побіг назад, коли вона перевернеться. Паркан «вгору-вниз» схожий на паркан для слалому, але вертикальний, а не горизонтальний. Щур повинен підніматися і опускатися над і під палицями. Хоча існують і інші варіанти, але ці — найпоширеніші.

## Провідництво
У спорті важливе спілкування між щуром і власником, оскільки вам заборонено торкатися щура, і ви повинні покладатися на візуальні та слухові сигнали. Щури підходять для спритності, оскільки вони люблять виклики, і це чудовий спосіб активізувати та налагодити зв'язок із своїм вихованцем.